# Port lotniczy Ngaoundéré
Port lotniczy Ngaoundéré (IATA: NGE, ICAO: FKKN) – port lotniczy położony w Ngaoundéré, w Regionie Adamawa, w Kamerunie. Jest obsługiwane przez linie Cameroon Airlines.

## Linie lotnicze i połączenia
| Linia Lotnicza | Kierunek            |
| -------------- | ------------------- |
| Camair-Co      | 1. Douala 2. Jaunde |